# Mario Masiero
Mario Masiero (Este, 9 dicembre 1936 – Legnano, 25 giugno 2023) è stato un politico italiano, senatore della Repubblica Italiana nella XII legislatura e deputato nella XIII.

## Biografia
Mario Masiero nacque a Este e si diplomò all'istituto tecnico commerciale. In gioventù lavorò in diverse aziende metalmeccaniche a Torino, in una delle quali divenne direttore commerciale. Nel 1965 si stabilì a Legnano, dove iniziò un'attività imprenditoriale in proprio, aprendo un'azienda che si occupava della progettazione e dell'installazione di impianti antincendio. In tale veste, negli anni Ottanta-Novanta partecipò e presiedette diverse organizzazioni della piccola imprenditoria legate alla Confindustria.
Alle elezioni politiche del 1994 fu eletto al Senato della Repubblica nel collegio uninominale di Bergamo per la coalizione del  Polo delle Libertà, in quota Lega Nord. Durante la legislatura fece parte della 10ª Commissione permanente Industria, commercio, turismo e della Commissione parlamentare per il controllo sull'attivita' degli enti gestori di forme obbligatorie di previdenza e assistenza sociale. Dopo la caduta del primo governo Berlusconi aderì alla Lega Italiana Federalista, all'epoca guidata da Luigi Negri. Nel elezioni politiche del 1996 fu eletto alla Camera dei deputati per la coalizione del Polo per le Libertà ed entrò a far parte della  5ª Commissione permanente Bilancio. Non fu ricandidato nel 2001.